# Growth hacking

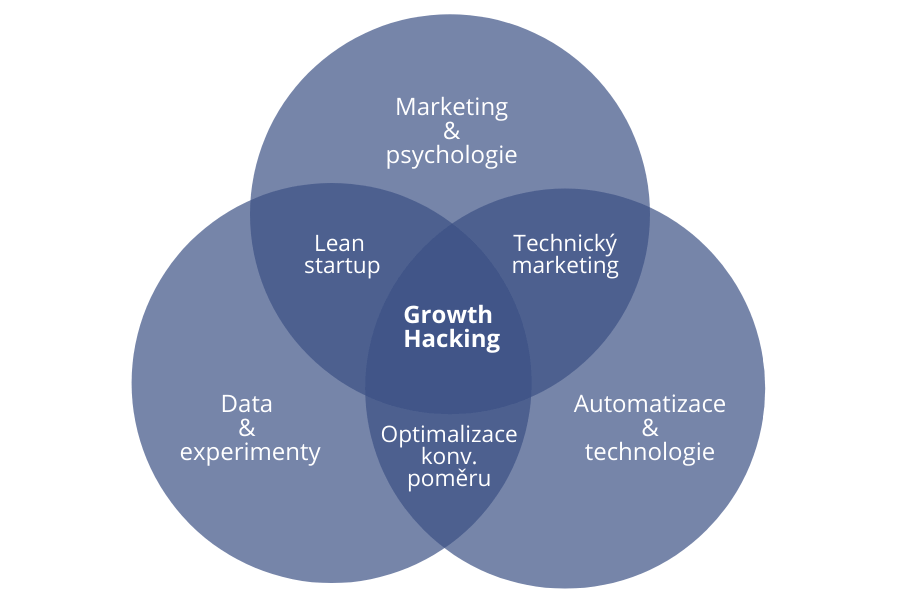
Co to je growth hacking

Growth hacking je technika on-line marketingu založená na nízkonákladových metodách, jak získat co nejvíce uživatelů v co nejkratší době. Tento trend se vyvinul zejména díky startupům, které potřebují velmi rychlý růst ke svému fungování s co nejmenšími rozpočty. Postupem času se jimi inspirovaly i větší firmy. Tým growth hackerů se skládá z marketingových specialistů, designérů, programátorů a produktových manažerů, kteří se zaměřují na budování a zapojení uživatelské báze firmy. Growth hacking je postaven na datech, experimentech, psychologii a automatizaci. V roce 2010 s tímto označením přišel Sean Ellis a v češtině nemá ekvivalent, který by toto tento termín přesně vyjadřoval.

## Jak growth hacking funguje
U každé společnosti jde o zjišťování, proč roste, a hledání způsobů, jak toho dosáhnout záměrně. Growth hacker hledá nejefektivnější strategie k tomu, aby dosáhl cílů. K tomu využívá často nízkonákladové a netradiční marketingové strategie.
Growth hacker (hacker růstu) používá kreativní a nízkonákladové strategie, aby pomohl podnikům získat a udržet si zákazníky.

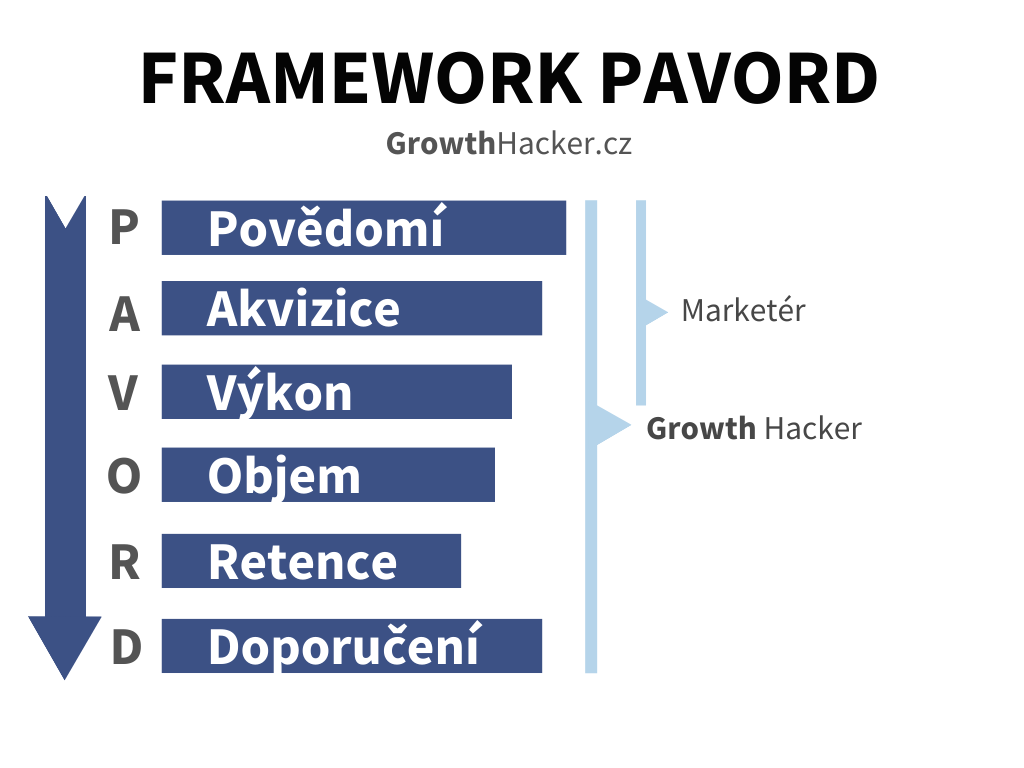
Marketingový framework PAVORD

## Vlastnosti a dovednosti
Growth hackeři bývají posedlí, zvědaví a analytičtí:
- Growth hacker se zaměřuje výhradně na strategie související s rozvojem podnikání.
- Vytváří hypotézy, upřednostňuje a testuje inovativní marketingové strategie.
- Analyzuje a testuje, aby zjistil, co funguje.
- Ideální growth hacker ví, jak stanovit priority růstu, identifikovat kanály pro získávání zákazníků, měřit úspěch a zvyšovat obrat.[4]

Growth hacker musí umět rychle pracovat, a proto musí být co nejvíce nezávislý. Proto by měl ovládat alespoň základy programování, zpracovávání dat a vizualizací. Nemusí být odborníkem na všechno, ale každopádně musí rozumět základům, aby dokázal zvládnout největší část sám.
Potřebuje širokou sadu dovedností: znalost dat, aby našel hlavní problém a jeho příčinu, kreativitu v řešení problému a znalost základů behaviorální psychologie. Proto jsou to dovednosti growth hackera ve tvaru písmene T:

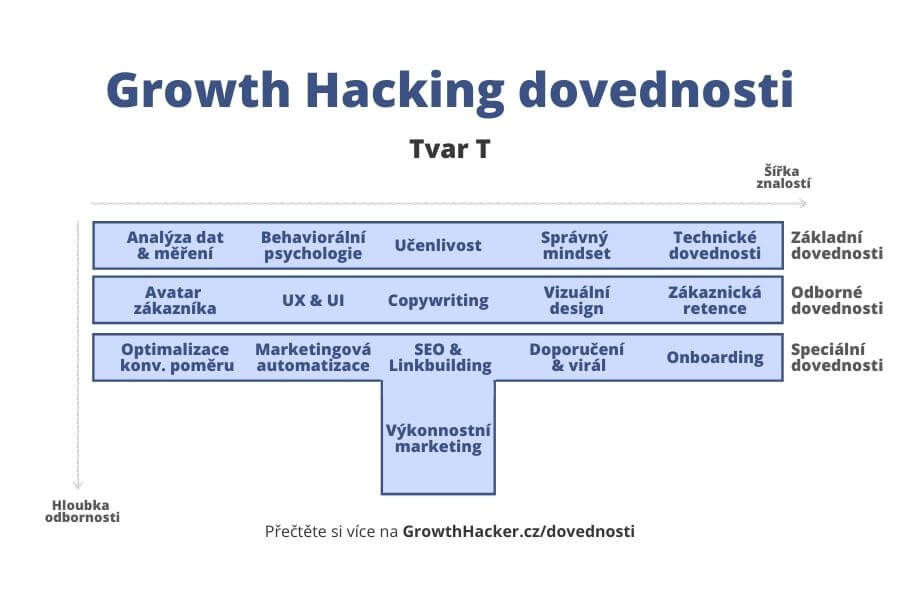
Growth Hacker dovednosti

Growth hacker by měl mít 20 % veškerých znalostí potřebných k provedení 80 % práce. Je proto mnohem efektivnější umět alespoň základní dovednosti v oblasti, mít přehled a pak jít do hloubky v tom, co přináší nejlepší výsledky.
Měl by mít tyto dovednosti:
- Vytvoří vstupní stránky
- Vytvoří webové stránky
- Rozumí barvám, písmům, značkám atd. a navrhuje je
- Spravuje kampaně na Facebooku, Googlu i Seznamu levou zadní.
- Má základní znalosti HTML, CSS a JavaScriptu.
- Implementuje sledovací nástroje, kódy a pixely, jako je Google Tag Manager, Google Analytics, Hotjar, Facebook pixel, Smartlook atd.
- A mnoho dalších konceptů / technik, jako je optimalizace konverzního poměru, umělá inteligence v marketingu, scrapping webu, chatbot, API atd.

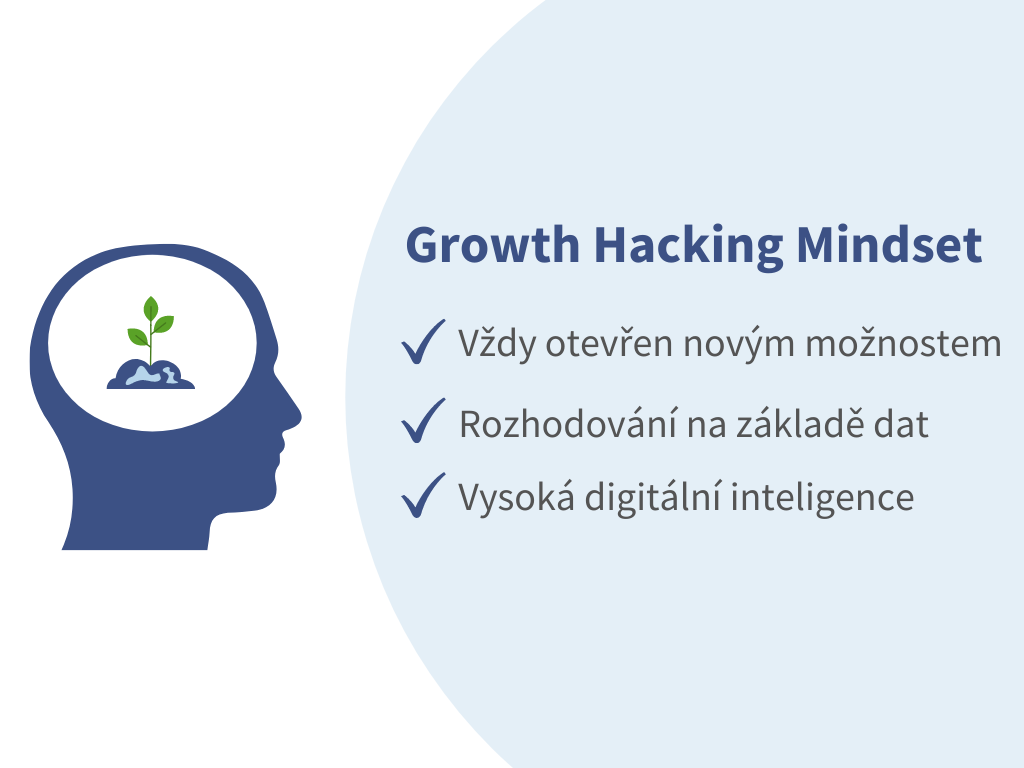
Mindset

Požadovaný způsob myšlení a práce je běžně označovaný jako „growth hacking mindset“. Growth Hacker stanoví cíl, který si nazvěme “Polárka”, ten je jeho hlavní cílem a který kanál, technika nebo nástroj se k tomu používá je sekundární.
Mít růstové myšlení znamená:
- Rychlost > Dokonalost: Je lepší rychle zjistit, zda má něco potenciál, ve srovnání s budováním od začátku do konce, jen abyste zjistili, že jste si špatně stanovili ideálního zákazníka. Vidíte, že se to vrátilo prostřednictvím experimentů a mentality méně mluv a více se čiň.
- Rozhodujte se na základě dat: Použitím dat můžete pozitivně zlepšit svoji efektivitu. Kam zaměřit svůj čas a zdroje, aby to mělo největší dopad? Jaké zlepšení by přineslo největší růst na základě údajů z našich experimentů? Který typ uživatelů je nejcennější?
- Neustále se zlepšujte (jak v obchodním, tak v osobním): Během růstu vašeho podnikání se vždy vyskytne nová překážka. A osobně se naučíte mít vysokou úroveň „učenlivosti“: Pokud nevíte, jak něco funguje, jednoduše to začněte hledat na Googlu dokud to nepochopíte do detailu.

## Proces R.U.S.T.

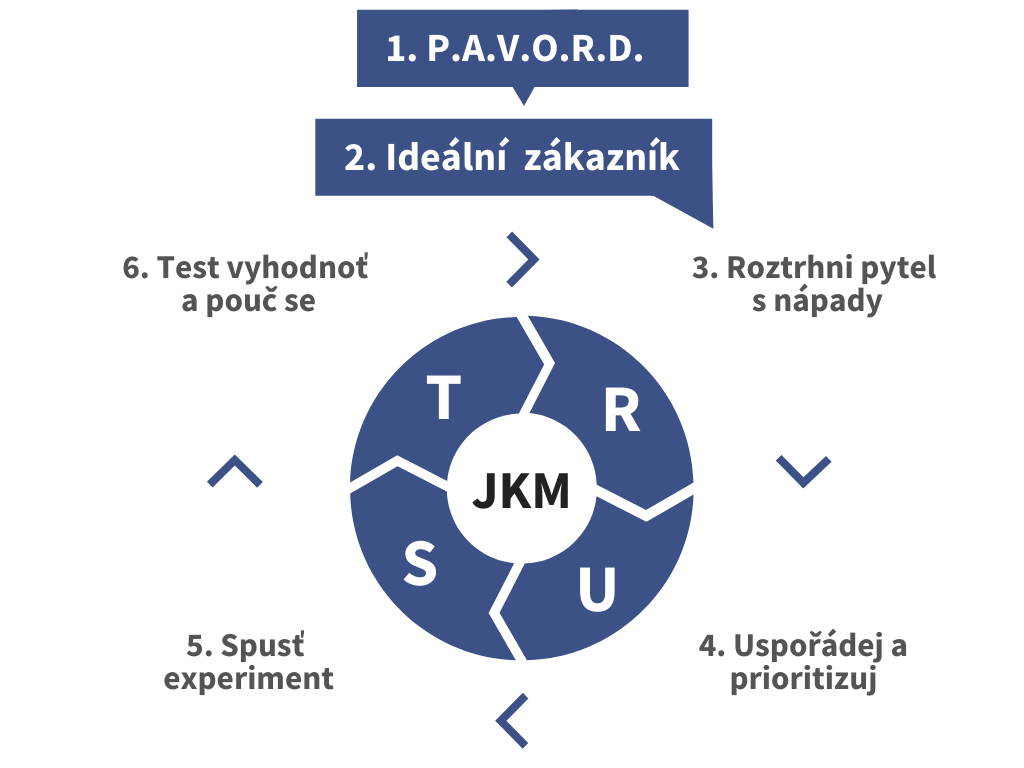
Proces R.U.S.T.

Proces R.U.S.T. je opakující se proces, který dělá growth hacker. Vychází z frameworku PAVORD. Následuje definování ideálního zákazníka.
- R = Generování nápadů
- U = Prioritizace
- S = Experiment
- T = Vyhodnocení

Tento proces navazuje poučením z experimentu a znovu opakování procesu od začátku. Lze si to představit jako spirálu optimalizace.